# Оология
Запросы «Оолог» и «Дологофилия» перенаправляются сюда.

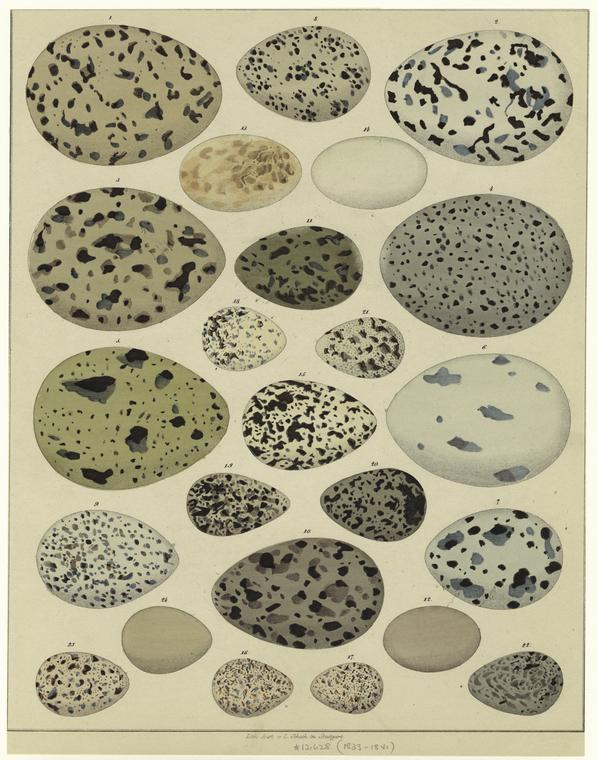
Историческая иллюстрация, изображающая яйца различных видов птиц

Ооло́гия (от др.-греч. ᾠόν — яйцо и λόγος — слово) — раздел зоологии, главным образом, орнитологии, посвящённый изучению яиц животных, преимущественно птичьих, а также гнёзд птиц. Иногда под оологией в общем смысле понимают коллекционирование яиц птиц, которое также называют дологофилией. В отличие от эмбриологии, оология изучает, как правило, внешнюю оболочку яиц.
Оология занимается в основном описанием и определением яиц в зависимости от размера, веса, формы, вида и иногда их содержимого. Коллекция яиц называется оотека (лат. ootheca). Оологические коллекции хранятся в зоологических музеях. Результаты исследований позволяют выяснить, кроме параметров самих яиц, вопросы популяционной изменчивости, эволюции, филогении, влияния загрязнения окружающей среды на состояние популяций и т. д.

## Оология как наука и хобби

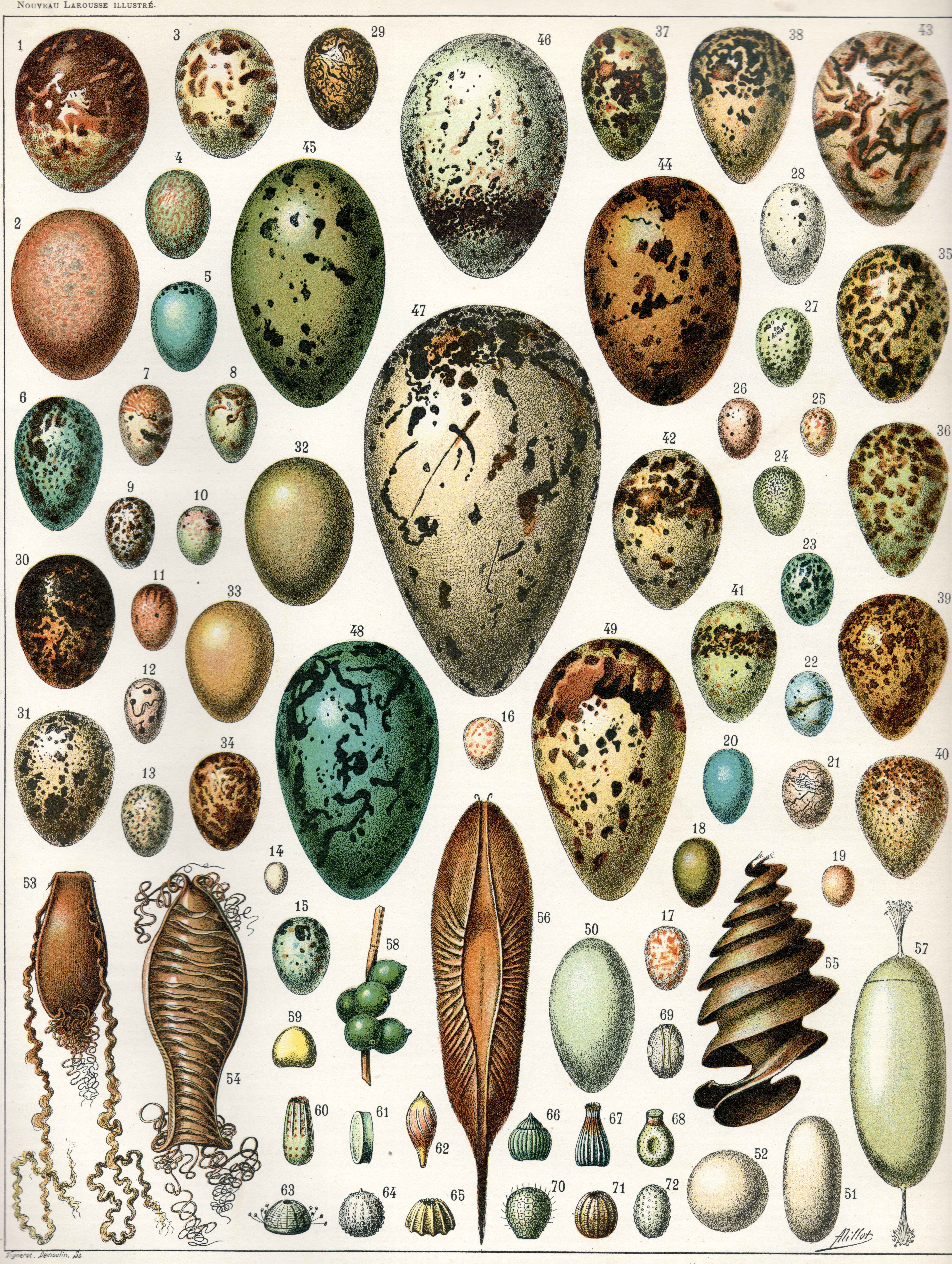
«Яйца» — иллюстрация Милло, Адольф Филипп

Интерес к оологии стал приобретать популярность в Великобритании и Соединённых Штатах Америки начиная с 1800-х годов. В России в это время развивалась как хобби. Наблюдение птиц в дикой природе с дальнего расстояния было в те времена затруднительным, потому что ещё не были доступны бинокли высокого качества. Таким образом, часто более практичным было производить отстрел птиц и собирать их яйца, что привело к возникновению научных оологических коллекций, как частных, так и при различных музеях. К примеру, коллекция французского оолога Марка Эйе Де Мюра (1804—1894), состоявшая из 3449 яиц 1281 вида и 10 птичьих гнёзд, была позднее завещана музею Академии естественных наук в Филадельфии.
В 1840-х годах швейцарский врач и ученый Жан-Луи Прево в соавторстве с Германом Лебертом выполнил работу о процессах кровообращения и питания эмбриона в яйце («Mémoire sur la formation des organes de la circulation et du sang dans l’embryon de poulet», Impr. Bourgogne et Martinet (Paris), 1844).
Первым оологом на территории Российской империи был Герман Фёдорович Гебель (1844—1910). Собирая яйца птиц с 13 лет, он составил уникальную оологическую коллекцию (более 10 тыс. экземпляров), которая впоследствии была передана в музей Академии наук России.
Самую большую в мире в конце XIX века коллекцию птичьих яиц собрал немецкий орнитолог и оолог Адольф Неркорн (1841—1916). Она включала 5843 вида со всего мира и превосходила коллекцию птичьих яиц Британского музея почти на 1500 видов. Коллекция из 20 000 птичьих яиц, завещанная Неркорном в 1905 году Берлинскому музею, была полностью разрушена во время бомбардировок во время Второй мировой войны. В XX столетии самую обширную в Германии коллекцию составил другой орнитолог и оолог, Вольфганг Макач. Она насчитывает свыше 30 000 яиц и хранится в Зоологическом музее Дрездена.
В XIX веке и в начале XX века собирание яиц диких птиц имело определённую научную ценность, даже выходили специализированные периодические издания («The Oologist» и др.), однако с середины XX века это занятие всё чаще стало рассматриваться как хобби, а не как научная дисциплина.
В 1922 году барон Уолтер Ротшильд, известный любитель-натуралист, и преподобный Фрэнсис Журден учредили Британскую оологическую ассоциацию (British Oological Association; позднее Общество Журдена).
В 1960-е годы натуралист Дерек Ратклифф провёл сравнительное изучение яиц сапсана из исторических коллекций с более поздними образцами яичной скорлупы и продемонстрировал снижение толщины скорлупы. В результате этих исследований была установлена связь между использованием фермерами пестицидов (таких, как ДДТ и дильдрин) и снижением численности британских популяций хищных птиц.

## Законодательные аспекты
В ряде стран действуют законодательные запреты на сбор яиц диких видов птиц. Так, закон Великобритании 1954 года «Об охране диких птиц» запретил коллекционирование яиц диких животных. Несмотря на это люди продолжают заниматься такого рода браконьерством на территории Британии и других стран. Коллекционеры в Великобритании могут быть привлечены к ответственности за хранение яиц диких птиц на основании закона, принятого в 2000 году, и осуждены на срок до шести месяцев лишения свободы. Королевское общество защиты птиц активно борется с незаконным собиранием яиц.

## Методикаоологических исследований

### Сбор яиц
При сборе яиц из гнезда, как правило, изымается вся кладка. Чтобы предотвратить гниение содержимого яйца, его удаляют «выдуванием». Хотя яйца собираются независимо от стадии их инкубирования и развития эмбриона, намного легче выдувать свежеснесённые яйца. Эта процедура, как правило, производится через небольшое, незаметное отверстие, просверленное с помощью специального сверла на боковой поверхности яичной скорлупы. Выдувание содержимого также практикуют в случае яиц домашней птицы, используемых для декоративных поделок (см., например, Писанка).

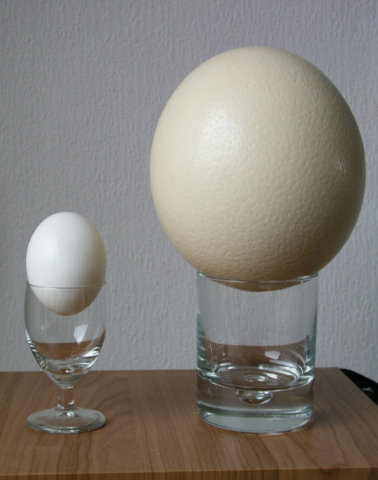
Яйца куриное (Gallus gallus) и страусиное (Struthio camelus)
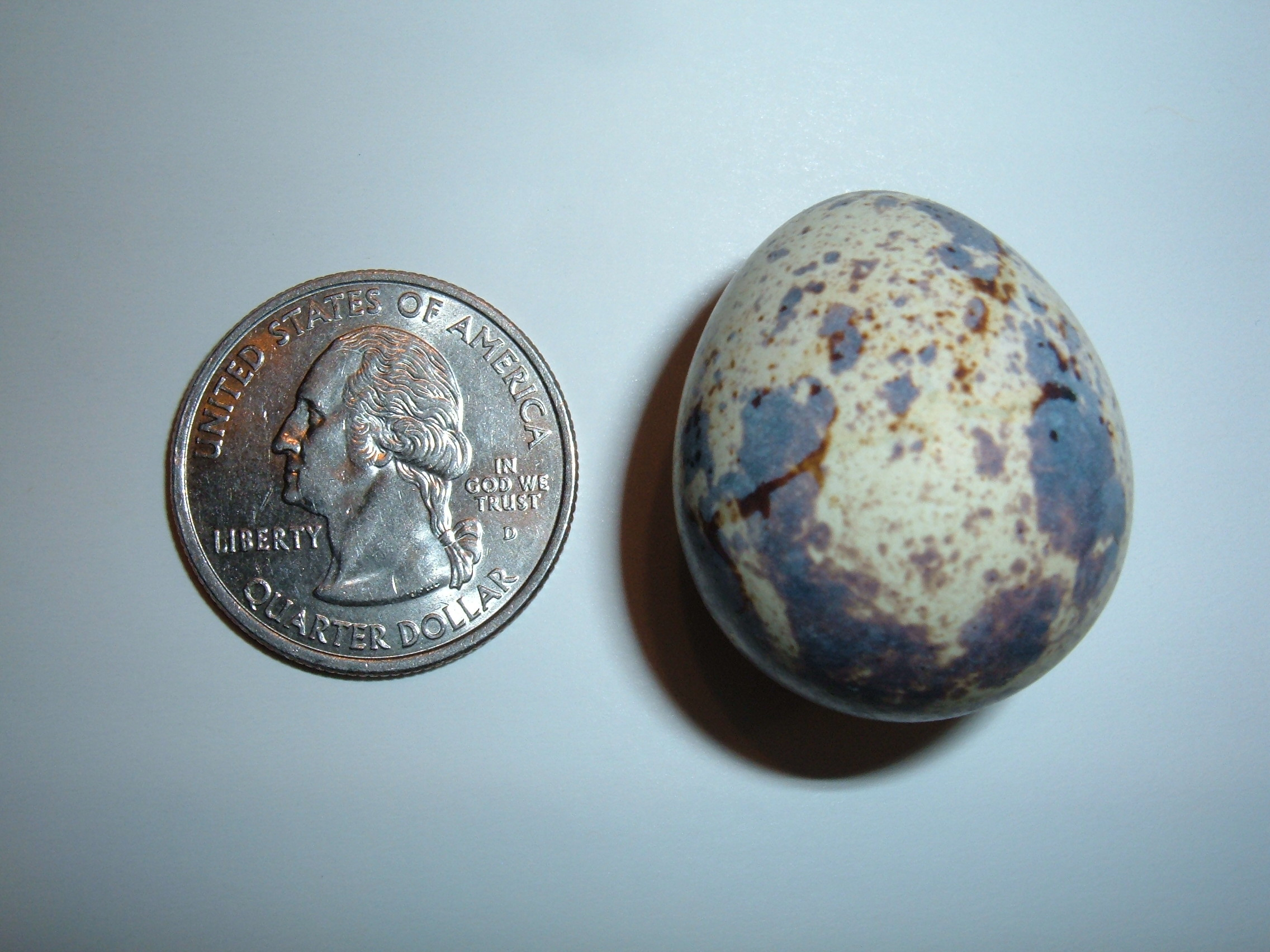
Яйцо японского перепела (Coturnix japonica)
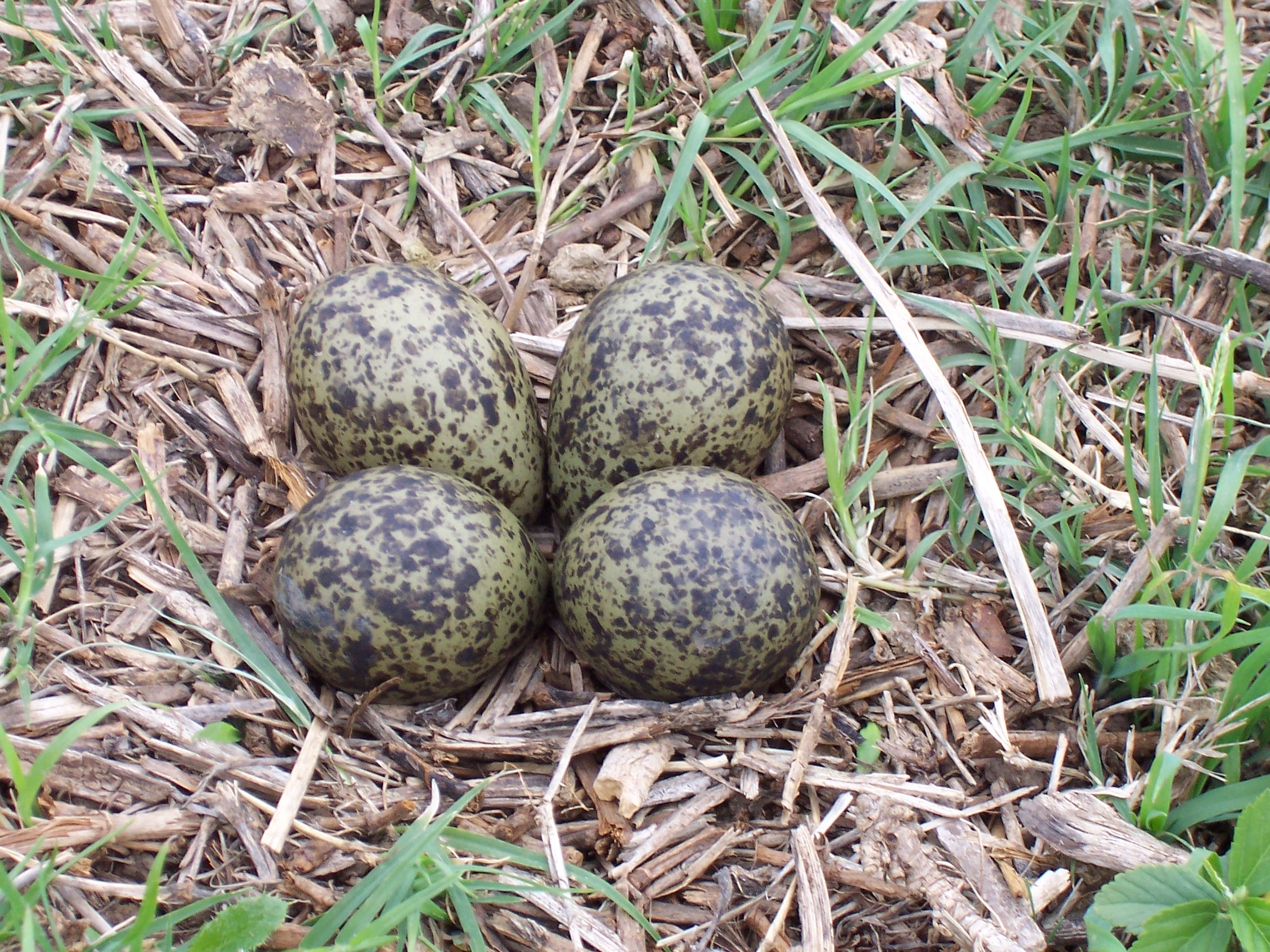
Гнездо с кладкой солдатского чибиса  (Vanellus miles)
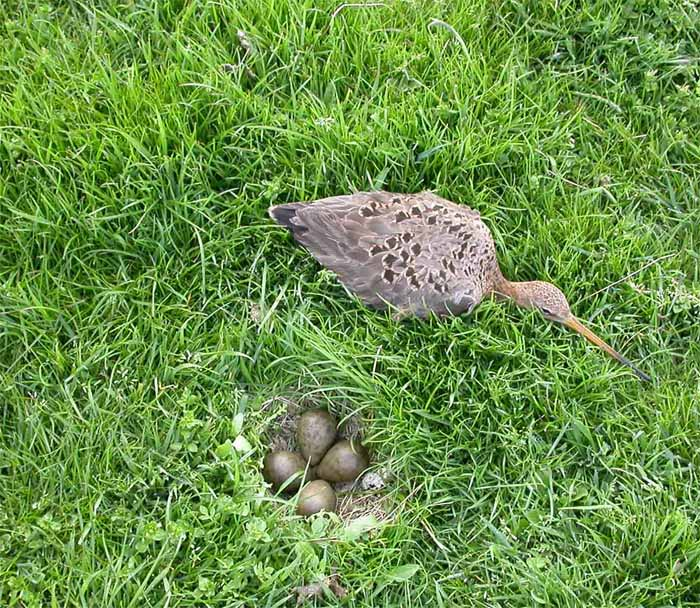
Большой веретенник  (Limosa limosa) у гнезда с кладкой яиц
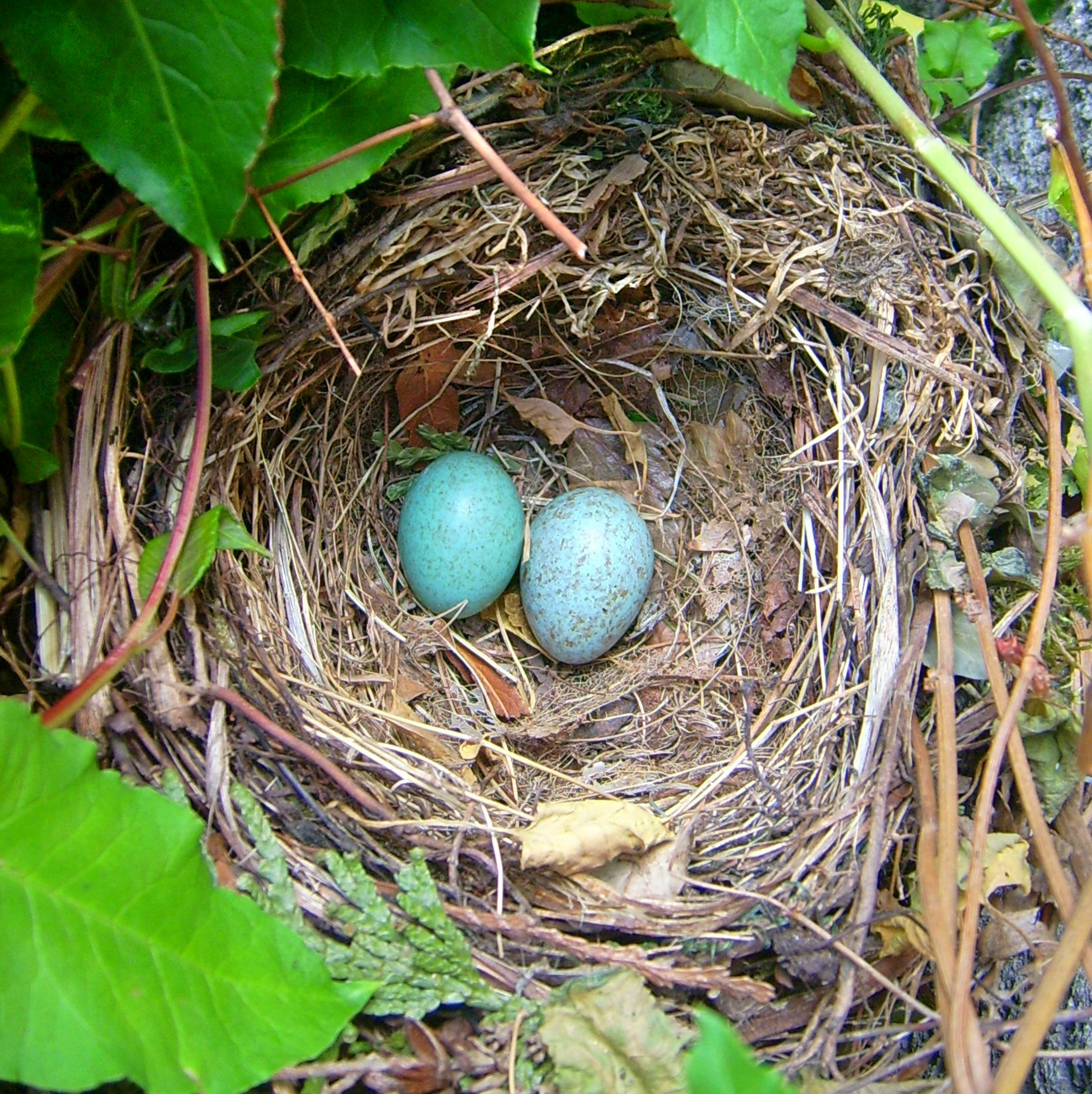
Гнездо с кладкой чёрного дрозда (Turdus merula)

### Параметры, изменчивость и классификация
Окраска яичной скорлупы и другие физические параметры яйца являются предметами научного изучения. В частности, основными параметрами, которые измеряются при изучении яиц, выступают длина и максимальный диаметр. Важным аспектом является описание формы яйца и его окраски. При этом определяют генетическую (популяционную) изменчивость этих признаков.
Оологические характеристики используются также для классификации и в филогенетических исследованиях птиц.

### Неразрушающие методы измерения
В практическом птицеводстве и инкубации яиц сельскохозяйственной птицы используют неразрушающие (недеструктивные) методы измерения внешних параметров яиц. На основании внешних физических промеров можно математически вычислить ряд характеристик содержимого яйца, а также рассчитать связь внешних и внутренних параметров, определённых неразрушающим способом до инкубации, с весом будущих цыплят, их полом, выводимостью яиц и другими важными показателями. Такие же подходы применимы и к изучению яиц диких видов. Например, с использованием этих параметров можно рассчитать объём яйца и плотность содержимого.

## Оологические коллекции
Собрания яиц можно найти в зоологических музеях. Внушительные научные коллекции яиц накоплены ведущими естественнонаучными музеями мира, включая:
- Западный Фонд зоологии позвоночных[англ.], Калифорния, США (190 000 кладок, свыше 800 000 яиц).
- Музей естествознания (Лондон), Великобритания (610 000 яиц).
- Музей естествознания Делавэра[англ.], США (520 000 яиц).
- Национальный музей естественной истории (Вашингтон), США (190 000 яиц).
- Тулузский музей, Франция (150 000 яиц).
- Музей округа Сан-Бернардино (San Bernardino County Museum), Калифорния, США (41 000 кладок, 135 000 яиц)[7][43].
- Коллекция Генри Уайта[англ.], Мельбурн, Австралия.

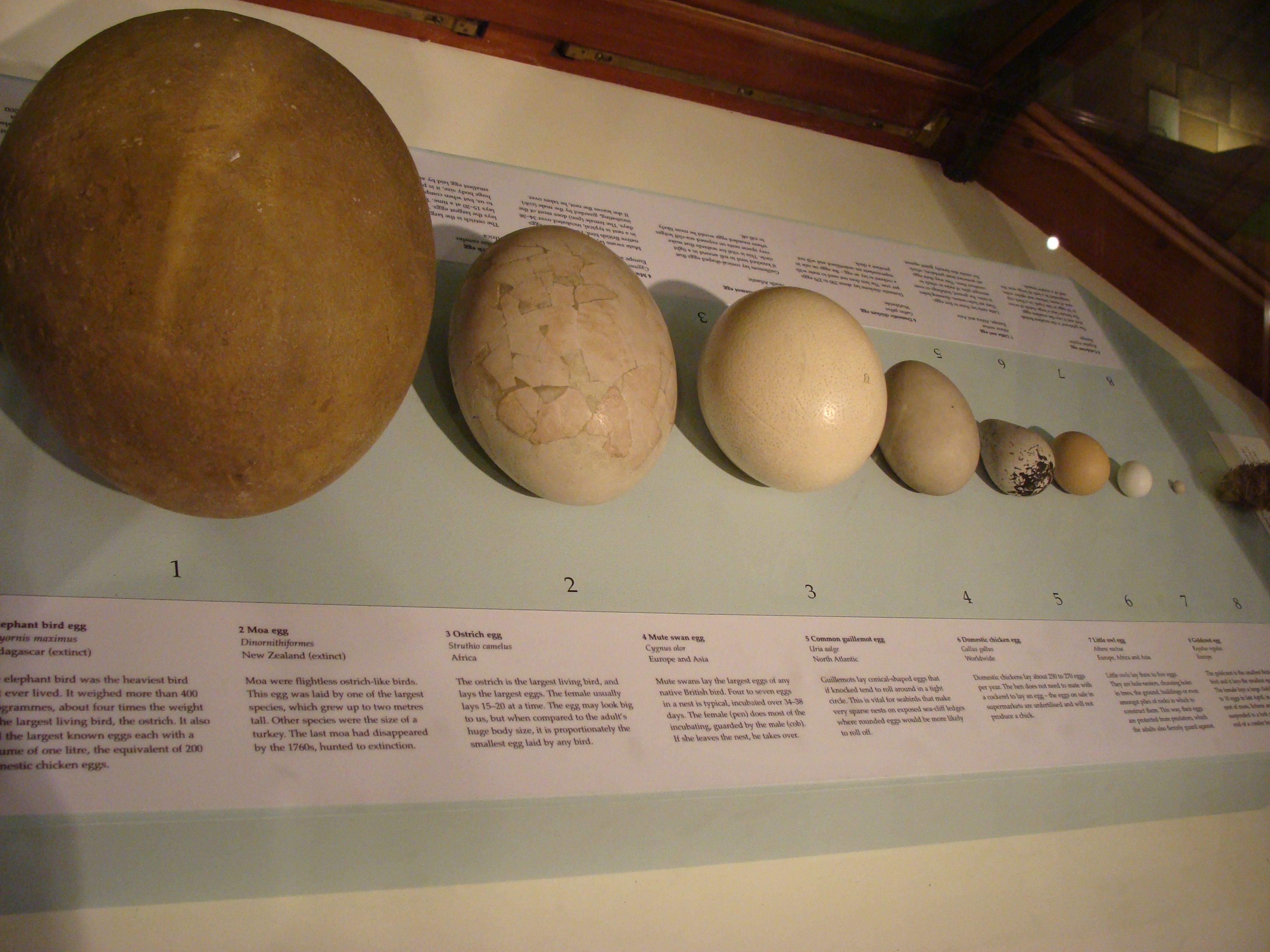
Коллекция яиц в Музее естествознания в Лондоне
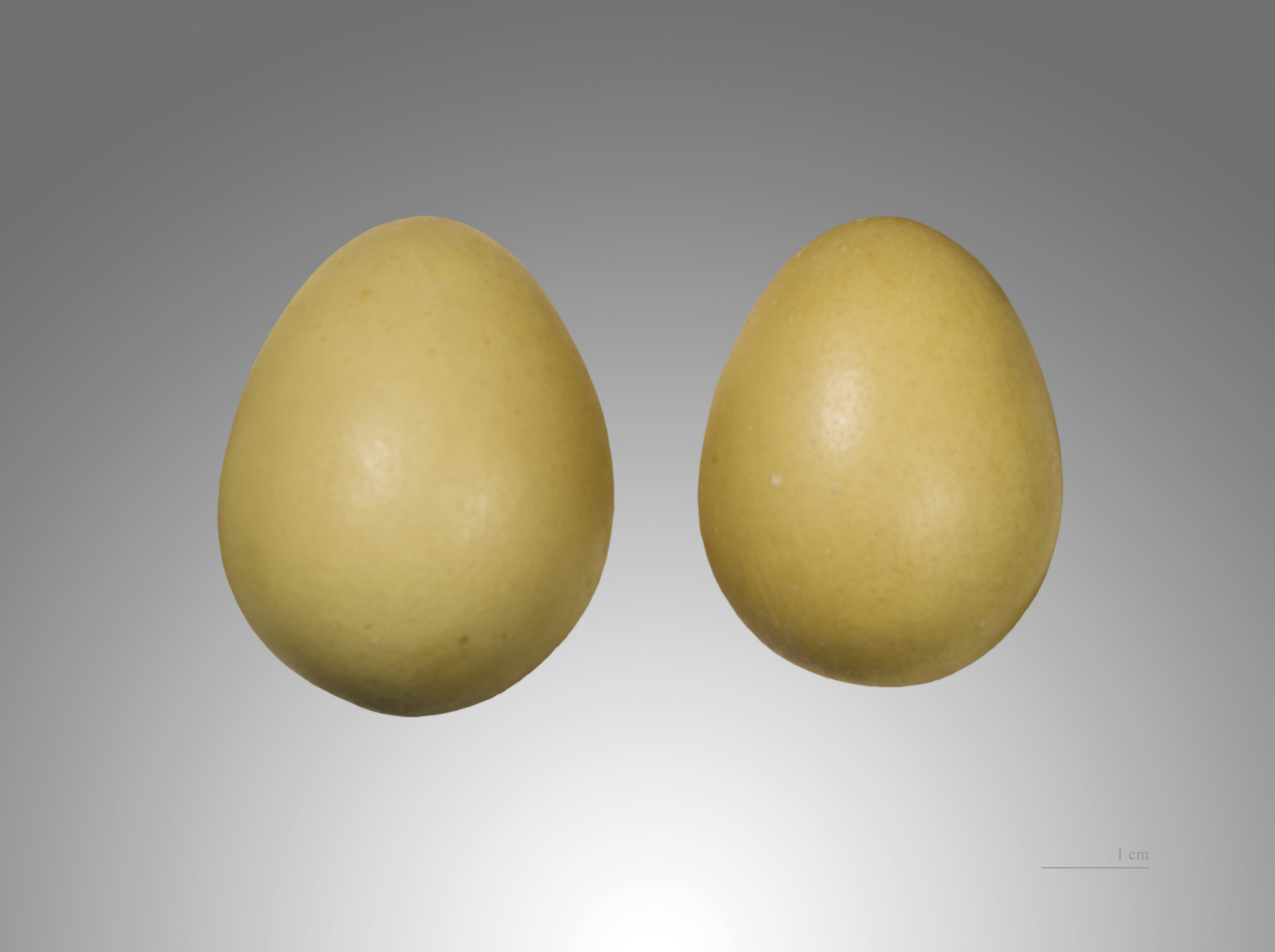
Яйца турача (Francolinus francolinus). Тулузский музей
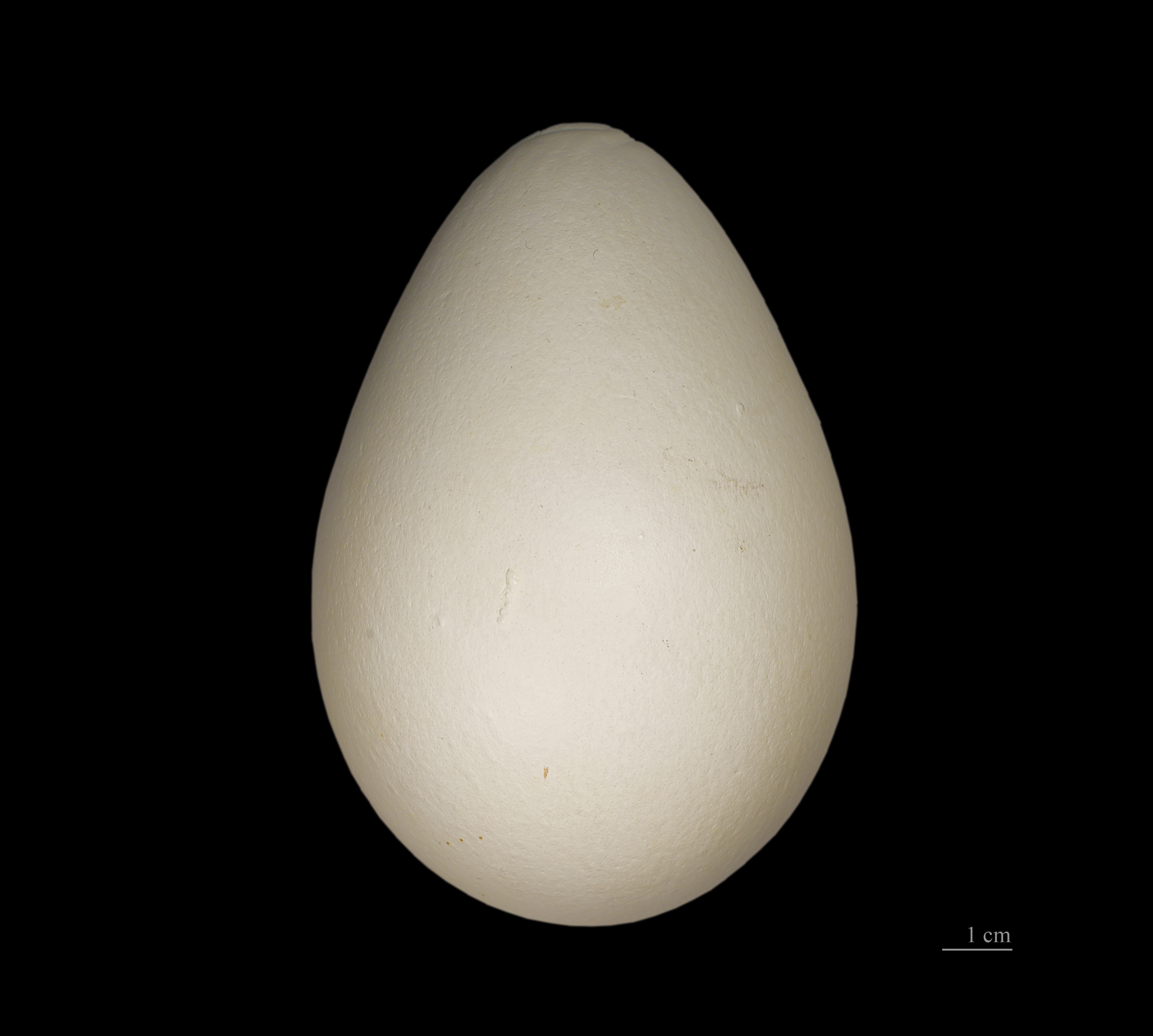
Яйцо королевского пингвина (Aptenodytes patagonicus). Тулузский музей
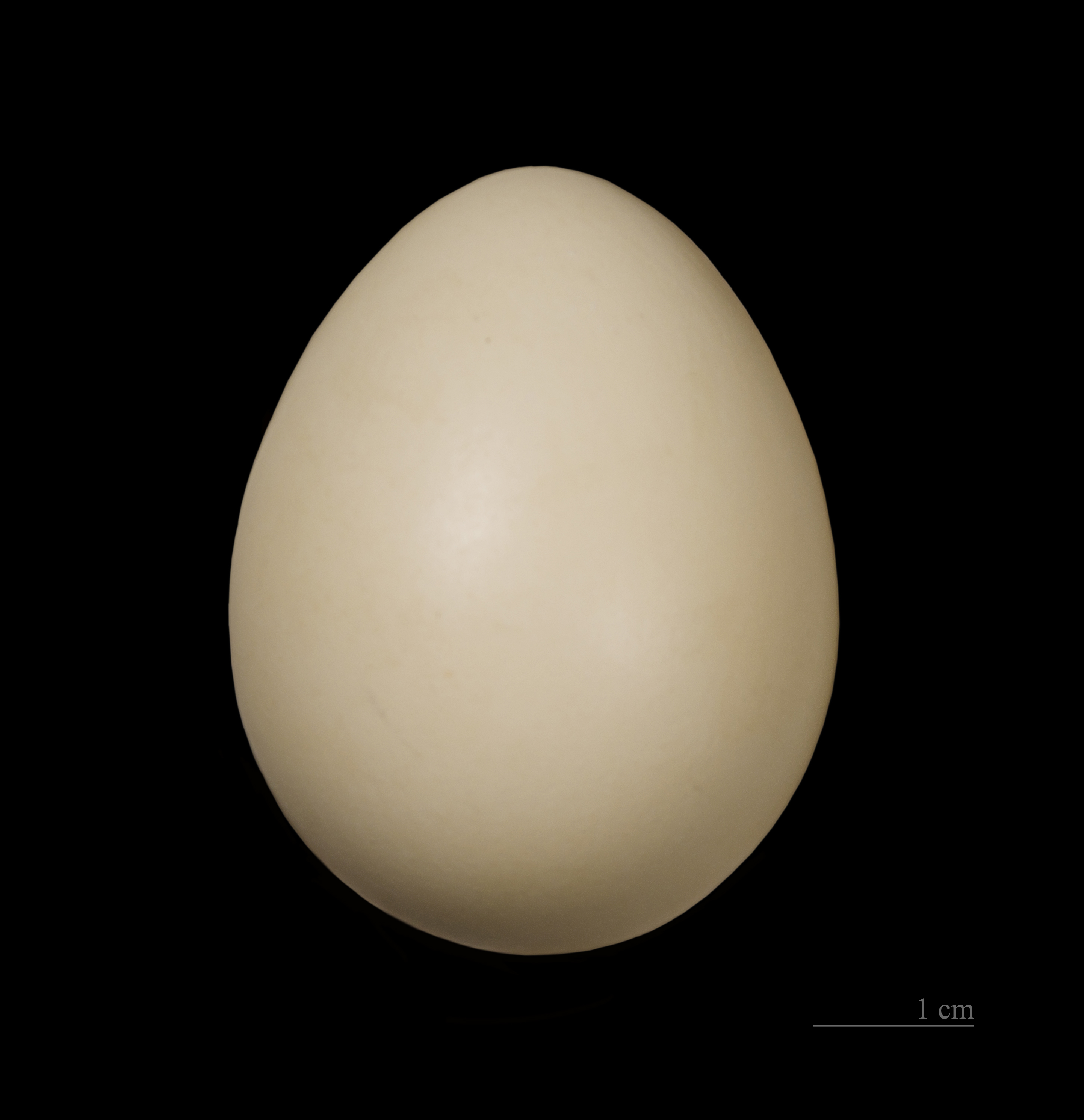
Яйцо серой джунглевой курицы (Gallus sonneratii). Тулузский музей

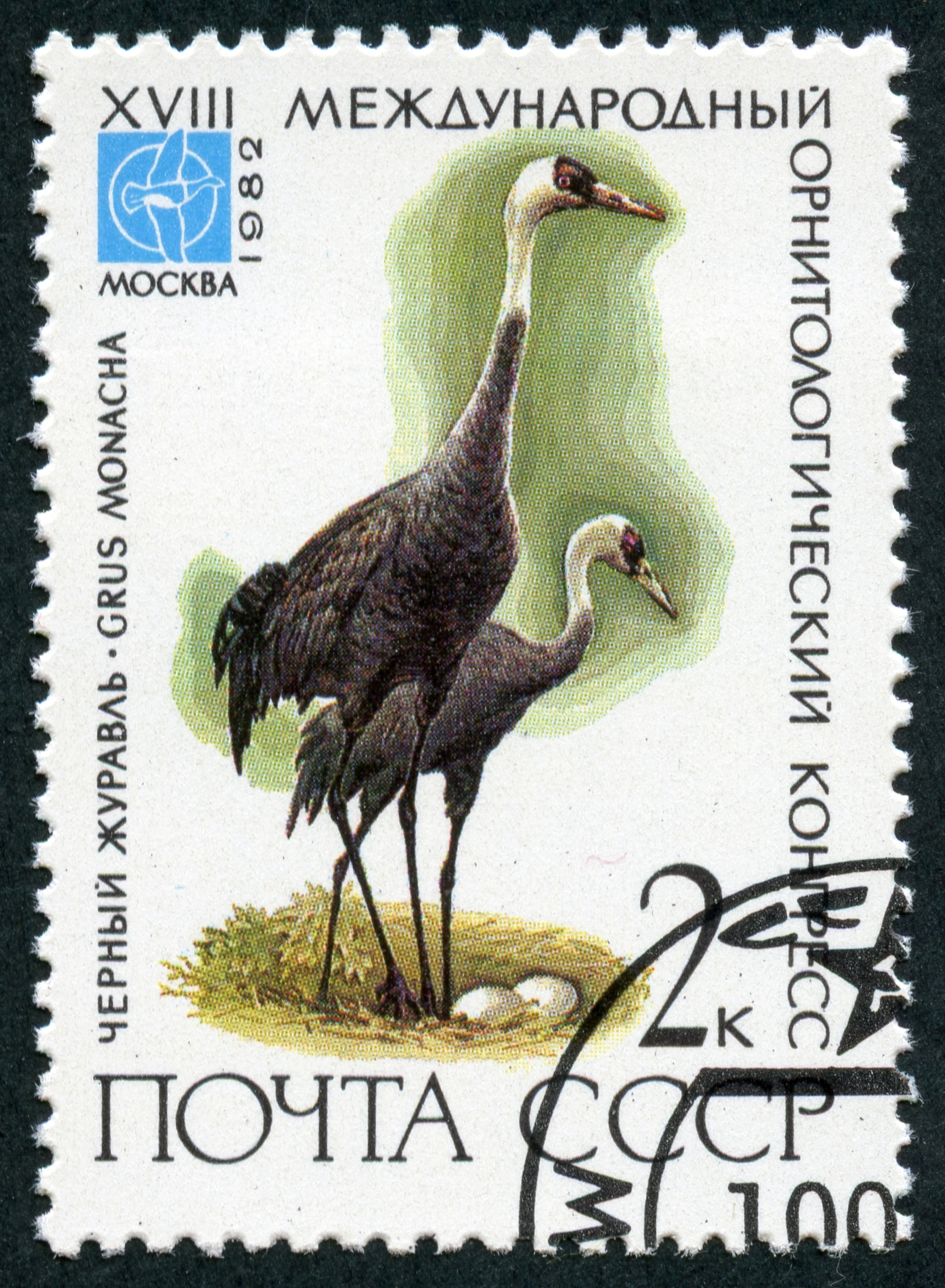
Чёрный журавль (Grus monacha) с кладкой яиц на марке СССР в честь XVIII Международного орнитологического конгресса (Москва, 1982)

## Оологические конференции
Оологическая тематика часто представлена в программе Международных орнитологических конгрессов, один из которых был организован в 1982 году в Москве, и в рамках различных орнитологических конференций.
В постсоветское время проводятся специализированные конференции по оологии для учёных стран СНГ:
- I Международное совещание «Современные проблемы оологии» — Липецк, 14—18 сентября 1993[27][29][30][33][45].
- II Международная конференция стран СНГ «Актуальные проблемы оологии» — Липецк, 14—16 октября 1998[46].
- III Международная конференция стран СНГ «Актуальные проблемы оологии» — Липецк, 24—26 октября 2003[47].
- IV Международная конференция «Теоретические и практические аспекты оологии в современной зоологии» — Киев, 5—8 октября 2011[48].